# Златната ряпа
„Златната ряпа“ е български телевизионен игрален филм (детски, музикална приказка) от 1990 година на режисьора Мария Василева. Сценарист Панчо Панчев, оператор Александър Лазаров. Музиката във филма е Ангел Михайлов, а художник е Велян Деспотов.

## Сюжет
Тя е палава и добронамерена, откровена и чистосърдечна. Тя не е типична принцеса. И за да го докаже, се влюбва в най-малкия от трима бедни братя. Ще успее ли истинската любов да се наложи над стремежа към парите и богатствата.

## Актьорски състав
| Роля       | Изпълнител                                  |
| ---------- | ------------------------------------------- |
| принцесата | Искра Ангелова                              |
| Пейко      | Михаил Еленов                               |
| Царицата   | Ваня Цветкова                               |
| палачът    | Георги Парцалев (озвучен от Кирил Варийски) |
| глашатая   | Петър Слабаков                              |
| съветника  | Иван Григоров                               |
| модистката | Маргарита Карамитева                        |
| Кочо       | Пламен Сираков                              |
| Гочо       | Кирил Варийски                              |
| уредникът  | Васил Попов                                 |
|            | Панайот Янев                                |
|            | Илия Божилов                                |
|            | Стойко Апостолов                            |
|            | Добри Добрев                                |
|            | Иван Конев                                  |
|            | Щерьо Димитров                              |
|            | Елена Саръиванова                           |
|            | Бистра Тупарова                             |
|            | Вангелия Тупарова                           |
|            | Мария Чопова                                |
|            | Мирослав Стоянов                            |
|            | Татяна Петрова                              |
|            | Януш Алурков                                |